# سلیمان شاه یکم
پاکودا سری سلطان سلیمان شاه یکم ابن المرحوم سلطان ابراهیم شاه (درگذشت – ۲ اوت ۱۴۲۳) هفتمین سلطان کداح بود. او از سال ۱۳۷۳ تا ۱۴۲۳ حکمرانی کرد. در دوران حکمرانی او، از جانب سامودرا پاسای به کداح حمله شد و چند شهر آن را تسخیر کرد.